# Estrazione liquido-liquido

Separazione di fase in un imbuto separatore
(1. Olio - 2. Acqua)

L'estrazione liquido-liquido (indicata con la sigla LLE, dall'inglese liquid-liquid extraction) rappresenta il passaggio di un soluto da un solvente ad un altro solvente differente. È una metodica di laboratorio utilizzata per ottenere composti puri da fonti animali o vegetali o semplicemente per purificare sostanze impure. Vengono utilizzati due tipi di solventi, con differente livello di polarità e miscibilità reciproca: quelli più densi e quindi più pesanti dell'acqua come il diclorometano, il tetracloruro di carbonio e il cloroformio e quelli meno densi e quindi più leggeri dell'acqua come l'etere di petrolio, l'acetato di etile, il benzene e l'etere etilico.
Quando i due liquidi vengono inseriti nell'imbuto separatore, grazie all'agitazione manuale vengono divisi in due fasi (una acquosa e una organica contenente la sostanza estratta) e raggiungono un equilibrio tra la concentrazione del soluto nel primo solvente e la concentrazione del soluto nel secondo solvente. Questo equilibrio è esprimibile grazie al coefficiente di ripartizione K dato dal rapporto tra le concentrazioni (g/l) del soluto nei due solventi.
Idealmente, il rapporto delle attività della specie in esame nelle due fasi è costante ed indipendente dalla sue quantità totale. Vale a dire, ad una data temperatura:
K =  Ca / Cb (a T costante)
- Ca = concentrazione all'equilibrio della sostanza nella fase “a”
- Cb = concentrazione all'equilibrio della sostanza nella fase “b”

Nota come equazione di ripartizione di Nernst.
In realtà la costante di ripartizione è data dal rapporto tra le attività della sostanza nelle due fasi ma, in maniera simile agli equilibri, le attività possono essere sostituite, in molte condizioni, con le concentrazioni molari senza generare errori. Per fare questa approssimazione immaginiamo di essere a diluizione infinita, dove non ci sono interazioni fra ioni, dunque si può passare dalla costante termodinamica (espressa in attività) a quella stechiometrica (espressa con le concentrazioni). Questa ipotesi risulta appunto vera quando la forza ionica (I) delle due fasi non comporta un valore di attività di un soluto significativamente diverso dalla sua concentrazione. Generalmente il valore numerico di K è circa uguale al rapporto delle solubilità di A in ciascun solvente.
Distillando la fase contenente il soluto puro che si vuole ottenere, sul fondo rimarrà il solido mentre il solvente distillato può essere riciclato.
Normalmente in chimica organica una delle due fasi è l'acqua e l'altra è un solvente organico; più K è elevato maggiore sarà l'accuratezza dell'estrazione.
Tecniche di separazione più sensibili si basano sullo stesso principio (in linea generale) e sono comprese nella branca della chimica analitica cromatografica.